# 센타 모시스
센타 모시스(Senta Moses, 1973년 8월 8일 ~ )는 미국의 배우, 연극 배우, 텔레비전 배우, 영화배우이다.

## 방송
- 페이킹 잇 2
- 페이킹 잇 1

## 영화
- 그릭 1 (2007년)
- 추즈 코너 (2007년)
- 라이프 애프터 투마로우 (2006년) - 본인 역
- 싸이코 - 냉동 살인 (1999년)
- 나 홀로 집에 2 - 뉴욕을 헤매다 (1992년) - 트레이시 맥콜리스터 역
- 나 홀로 집에 (1990년) - 트레이시 맥콜리스터 역
- DC 택시 (1983년)